# Simon Johnson (calciatore)
Simon Ainsley Johnson (West Bromwich, 9 marzo 1983) è un ex calciatore inglese, di ruolo centrocampista.

## Carriera

### Giocatore

#### Club
Nel 1997, all'età di 14 anni, è entrato a far parte delle giovanili del Leeds Utd, nelle quali continua a giocare fino al 2002; in questo stesso anno fa il suo esordio tra i professionisti, segnando 2 reti in 12 presenze nella quarta divisione inglese con l'Hull City, club a cui era stato ceduto in prestito. Finisce poi la stagione 2002-2003 proprio al Leeds United, con cui gioca 4 partite nella prima divisione inglese, giocando poi altre 5 partite nella medesima categoria durante la stagione successiva, nella quale trascorre anche un periodo in prestito al Blackpool, con cui mette a segno un gol in 4 presenze in terza divisione. Nella stagione 2004-2005 gioca invece altre 2 partite di campionato (più una in Coppa di Lega) con il Leeds United, nel frattempo retrocesso in seconda divisione, per poi passare in prestito nell'ordine a Sunderland (4 presenze in seconda divisione), Doncaster (11 presenze e 3 reti in terza divisione) e Barnsley (11 presenze e 2 reti in terza divisione).
Nell'estate del 2005 il Leeds United lascia scadere il suo contratto in scadenza lasciandolo così svincolato; dopo breve tempo Johnson firma un contratto biennale con il Darlington; nella sua prima stagione gioca stabilmente da titolare (42 presenze e 7 reti in campionato), mentre nella successiva gioca 24 partite, segnando ulteriori 2 gol. Nella stagione 2007-2008 contribuisce invece con 5 reti in 33 presenze alla promozione dalla quarta alla terza divisione dell'Hereford Utd, dove rimane anche nella stagione 2008-2009, nella quale gioca 33 partite in terza divisione senza mai segnare. Inizia successivamente la stagione 2009-2010 firmando un contratto della durata di tre mesi con il Bury; dopo aver giocato 4 partite in quarta divisione nell'arco di un mese, gli Shakers rescindono però il contratto stesso; rimasto svincolato, va a segnare 4 reti in 13 presenze in Southern Football League (settima divisione) all'Halesowen Town, per poi trasferirsi al Solihull Moors in Conference North (sesta divisione, categoria in cui segna 4 reti in 7 presenze) ed infine al Guiseley, dove mette a segno 4 reti in 11 presenze in Northern Premier League (settima divisione) vincendo il campionato. Fa quindi ritorno al Solihull Moors, con cui trascorre una stagione e mezzo in sesta divisione (45 presenze ed 8 reti in incontri di campionato), categoria in cui sempre nella stagione 2011-2012 gioca una partita con l'Hinckley Utd. Successivamente dopo un anno e mezzo di inattività a cavallo tra la fine della stagione 2013-2014 e la stagione 2014-2015 gioca in totale 6 partite di campionato in Midland League Division One	(decima divisione) con l'Hinckley.

#### Nazionale
Nel 2003 ha giocato 3 partite con la nazionale inglese Under-20.

### Allenatore
Nella stagione 2021-2022 ha allenato i dilettanti dell'Highgate United, con cui è anche tornato brevemente in campo, giocando una partita in FA Vase.

## Palmarès

### Giocatore

#### Competizioni nazionali
- Northern Premier League: 1

Guiseley: 2009-2010
- Northern Premier League Shield: 1

Guiseley: 2009-2010